# Monasterio Santa María de la Paz
Monasterio Santa María de la Paz fue un convento y monasterio de hermanas trapenses ubicado en el municipio de 
La Libertad en el departamento de Chontales (Diócesis de Juigalpa) en Nicaragua, Centroamérica.
Se localizaba en el km 179.5 de la carretera que une las cabeceras municipales de La Libertad y San Pedro de Lóvago, en área rural comprendida entre las comarcas Kinuma y Las Puertas de París.

## Historia
Fue fundado por seis hermanas trapenses provenientes del Monasterio de la Madre de Cristo de Hinojo, Argentina quienes llegaron a Nicaragua el 20 de febrero de 2001 con la voluntad de transferir sus conocimientos espirituales acompañados siempre de un toque social en bien de adquellos que lo necesitan.
Monseñor Bernardo Hombach, obispo fundador de la diócesis de Juigalpa fue quien les dio la bienvenida y las acogió con gran beneplácito. La consagración de la iglesia del monasterio fue durante una misa oficiada el sabádo 7 de junio de 2003 por el cardenal Miguel Obando y Bravo y el obispo Bernardo Hombach.
Para 2021 mantiene el estatus de priorato simple o de obediencia. Puede albergar hasta 30 monjas. Para 2023, el grupo de monjas presentes en el monasterio se trasladó hacía Panamá donde se insertarón en otra comunidad trapense. En un comunicado en su sitio de Facebook dieron a conocer que "nosotras las hermanas trapenses de Nicragua hemos dejado voluntariamente el país, por motivos de la Orden, la falta de vocaciones, ancianidad de varias hermanas, etc.". Esta explicación de parte de las religiosas se da en el contexto de la anulación de personerías jurídicas por parte del régimen de Daniel Ortega y Rosario Murillo, y unos días antes se habían referido a los miembros de la Iglesia católica como "mafia".
 

Según una nota del Diario Digital Confidencial de Nicaragua, el gobierno de Daniel Ortega había confiscado el monasterio una vez que se había presentado una escritura de cierre voluntario, el medio indicó que:
El 01 de marzo se presentó ante Migob (Ministerio de Gobernación) la escritura de cierre voluntario y el 03 de marzo se presentaron las autoridades del Gobierno para informar verbalmente, a nuestro obispo (monseñor Marcial Guzmán), que ya no podían ir al monasterio. 

## Servicio de retiros
La capilla del monasterio permanecía abierta durante todo el día, ofreciendo diariamente la celebración de la Santa Misa y el canto de la Liturgia de las Horas, oración centrada en la Palabra de Dios que santifica los distintos momentos del día, al cual podía participar la comunidad o visitantes. La comunidad brindaba un espacio de hospedería para quienes deseaban realizar retiros personales o grupales, en un entorno de silencio, naturaleza y oración.  
La hospedería disponía de diez habitaciones con capacidad para un máximo de doce personas, y también se recibían grupos por el día.  Los retiros, no predicados, podían durar hasta una semana, y cada persona o grupo organizaba su tiempo libremente. El padre capellán y la hermana responsable estaban disponibles para acompañamiento y confesiones. 

## Superioras
- Madre Stella Maris Venezia, Superiora (2001), Priora (2009-26 de septiembre de 2016).
- Madre Fabiana Barrera, Superiora ad nutum, (22 de enero de 2017-). Formó parte del grupo fundador en 2001 y fue nombrada por Dom Paul Mark Schwan, Padre Inmediato del monasterio y Abad de New Clairvaux en Vina.